# Аргуэльо, Хуан
Хуан Аргуэльо дель Кастильо-и-Гусман (исп. Juan Argüello del Castillo y Guzmán, 1778—1830) — центральноамериканский политик, Верховный глава Никарагуа (как составной части Федеративной республики Центральной Америки).

## Биография
Родился в 1778 году в Гранаде. В 1811 году, уже будучи алькальдом Гранады, вместе со своим родственником Телесфоро Аргуэльо, а также двоюродным братом Мануэлем Антонио де ла Серда (занимавшим должность главы городского совета) поднял восстание против испанских властей. На подавление восстания были брошены верные королю войска под командованием сержант-майора Педро Гутьерреса. 12 апреля 1812 года повстанцы смогли отбить первую атаку, но позднее были вынуждены склониться перед мощью регулярной армии, и сдаться в обмен на гарантии безопасности. Однако генерал-капитан Гватемалы Хосе де Бустаманте-и-Герра отказался признать условия капитуляции, и ряд лидеров повстанцев, включая Серру и обоих Аргуэльо, были арестованы. После двух лет в гватемальской тюрьме они были осуждены и приговорены к смерти, однако затем наказание было заменено на пожизненное заключение в Испании, которое они отбывали в замке Сан-Себастьян в Кадисе. Телесфоро Аргуэльо умер в заключении, а Хуан Аргуэльо и Мануэль Антонио де ла Серда были освобождены в 1817 году в результате амнистии, объявленной королём Фердинандом VII по случаю своей свадьбы. В отличие от Серды, пошедшего на конфронтацию с властями, Аргуэльо был лоялен к королевской власти, и свободно вернулся на родину.
В 1823 году была образована Федеративная республика Центральной Америки. После гражданской войны 1824—1825 годов была избрана первая Конституционная Ассамблея Никарагуа, которая, в свою очередь, 10 апреля 1825 года избрала Мануэля Антонио де ла Серду на 4-летний срок Верховным главой Никарагуа, а Хуана Аргуэльо — заместителем Верховного главы; 22 апреля состоялась инаугурация. Однако уже в ноябре Аргуэльо обвинил Серду в злоупотреблении властью, и по его настоянию Ассамблея отстранила того от должности, а Аргуэльо стал исполнять обязанности Верховного главы. В апреле 1826 года была принята Конституция Никарагуа, а сменившая Конституционную Ассамблею Законодательная Ассамблея провела в Леоне в соответствии с этой Конституцией выборы Верховного главы. Ни один из двух кандидатов не получил явного преимущества, и тогда Аргуэльо насильно вынудил Законодательную Ассамблею провозгласить его 13 августа 1826 года Верховным главой Никарагуа.
Эти действия привели к расколу Законодательной Ассамблеи. В то время, как либеральное большинство осталось в Леоне и провозгласило Верховным главой Аргуэльо, консервативное меньшинство (в которое входили советники Верховного правителя) бежало в Гранаду и, чтобы не возвращать к власти Серду, провозгласило исполняющим обязанности главы исполнительной власти Педро Бенито Пинеду; Серда удалился на свою асьенду, не имея желания заниматься политикой. В связи с тем, что среди населения Гранады многие поддерживали либералов, Аргуэльо смог в феврале 1827 года спровоцировать там восстание против Гранадской Ассамблеи, однако часть её членов смогла спастись и найти убежище в Манагуа, остававшимся оплотом консерваторов. Тем не менее, Пинеда и его главный министр Мигель де ла Куадра были схвачены, доставлены в Леон и расстреляны.
Муниципалитеты Манагуа и Ривас, ставшие штаб-квартирой врагов Аргуэльо, объявили состояние безвластия, ибо считали власть Аргуэльо незаконной из-за истечения срока его полномочий. Консерваторы призвали Мануэля Антонио де ла Серду временно вернуться к власти до проведения новых выборов. В феврале 1827 года Серда принял полномочия исполнительной власти перед муниципальными властями Манагуа. Из Манагуа Серда попросил Аргуэльо покинуть свой пост, но тот отказался, утверждая, что сам Серда был отстранен от должности Конституционной Ассамблеей 1825 года. В результате этого двоевластия началась новая гражданская война, известная как «война Серда и Аргуэльо».
В атмосфере политической анархии полковник Клето Ордоньес устроил в Леоне путч и провозгласил себя главнокомандующим вооружёнными силами. 14 сентября 1827 года он сверг Аргуэльо и изгнал его из Никарагуа. Оставив военную власть в своих руках, Ордоньес передал гражданскую власть Педро Овьедо, и поручил муниципалитетам осуществить избрание новых высших должностных лиц; однако либералы в Леоне и Гранаде создали два правительства, и продолжили войну с Сердой. Аргуэльо тем временем нашёл убежище в соседнем штате Сальвадор.
В 1828 году Аргуэльо вернулся в Никарагуа. 5 августа он, опираясь на либералов, организовал в Гранаде собственное правительство, и возобновил войну против Серды. В сентябре Серда отправил для осады Гранады войска под командованием Франсиско Бальтодано, но тот был вынужден уйти после нападения сторонников Аргуэльо под командованием Хосе Марии Эстрады. Это сильно ухудшило положение Серды, и против него сформировался заговор. В ноябре Серда был схвачен заговорщиками в своём доме, после чего приговорён к смертной казни и расстрелян. Вскоре после этого Аргуэльо перевёл своё правительство из Гранады в Ривас.
1 ноября 1829 года под патронажем федеральных властей в Ривасе было созвано новое Законодательное собрание. Оно избрало в качестве главы штата Дионисио Эрреру, присланного федеральным правительством для восстановления мира в Никарагуа (до его прибытия исполнительную власть возглавлял Хуан Эспиноса). Эррера изгнал Аргуэльо из Никарагуа, и тот умер в нищете в Гватемале.